# Marjorie Hewitt Suchocki
Marjorie Hewitt Suchocki [Su-hock-ie](* 1933 in Boston) ist eine emeritierte US-amerikanische Hochschullehrerin für Theologie an der Claremont School of Theology. Sie ist außerdem Co-Direktorin des Center for Process Studies in Claremont.

## Leben und Wirken
Suchocki wurde in einer Arbeiterfamilie geboren und wuchs in einem Vorort von Boston auf. Durch die Wirkung von Billy Graham fand sie den Weg zum evangelikalen Protestantismus. Mit einundzwanzig Jahren heiratete sie John Suchocki. Zunächst lebte das Ehepaar in Enid (Oklahoma), wo ihr Gatte auf der Vance Air Force Base stationiert war. Zwischen den Jahren 1955 bis 1960 gebar sie drei Kinder. Im Jahre 1965 ging sie erneut, als Abendschülerin, auf das College. Im Jahre 1970 erwarb sie ihren BA in Philosophie am Pomona College und 1974 ihren MA sowie einen PhD in Religion an der Claremont Graduate School. Nach der Scheidung ihrer Ehe unterrichtete sie von 1977 bis 1983 am Pittsburgh Theological Seminary. Von 1983 bis 1990 war sie Professorin für systematische Theologie und Dekanin am Wesley Theological Seminary in Washington, D.C.
1990 kehrte Suchocki an die Claremont School of Theology zurück, wo sie bis zu ihrer Pensionierung im Jahr 2002 den Stiftungslehrstuhl für Theologie und die gemeinsame Ernennung an der Claremont Graduate School innehatte. 1996 und 1999 hatte sie Gastprofessuren an der Vanderbilt University und im Jahr 1992 an der Ruprecht-Karls-Universität in Heidelberg.
Von 2001 bis 2018 war Suchocki Direktorin des Whitehead International Film Festival (später Common Good International Film Festival). Sie gilt zusammen mit John B. Cobb und David Ray Griffin als eine der führenden Theologinnen auf dem Gebiet der Prozesstheologie.

## Überblick über das Werk
Der Ausgangspunkt von Marjorie Suchockis akademischem Denkweg ist ihre Dissertation (Claremont, 1974) über The Correlation of God and Evil, in der sie sich als präzise Kennerin des Werks von Alfred North Whitehead ausweist und zugleich als eine Theologin, die seine philosophischen Impulse kreativ und konstruktiv weiterdenkt, in diesem Fall für die Eschatologie, also für die Frage nach der weiteren Entwicklung und dem schließlichen Ziel der Geschichte von Gott und den Menschen. Nach ihrem Eintritt ins Pittsburgh Theological Seminary (eine Institution der Presbyterian Church) hat sie sich sowohl in der kirchlichen Erwachsenenbildung als auch in Kursen für Studierende für die Vermittlung der Prozesstheologie engagiert. Aus diesem Engagement ist schließlich das Buch God Christ Church hervorgegangen (1982), das eine sehr eigene und durchweg originelle Systematische Theologie darstellt. Sie zeigt dort auf, wie passgenau das Prozessdenken Whiteheads und die innere Dynamik der christlichen Themen zusammenstimmen können. Ihr gelingt dadurch eine zeitgemäße und schlüssige Darstellung des christlichen Glaubens, Denkens und Handelns.
Ihre kirchliche Heimat fand Suchocki schließlich in der Evangelisch-methodistischen Kirche. In ihrer Zeit am Wesley Theological Seminary (Washington, D.C.) hat sie ihre Dissertation grundlegend umgeschrieben und publikationsfertig gemacht. Sie erschien 1988 unter dem Titel The End of Evil. Process Eschatology in Historical Context. Ein Jahr später erschien die ebenfalls neu bearbeitete „revised Edition“ von God Christ Church (1989).
Nach ihrer Rückkehr nach Claremont (1990), dieses Mal als Professorin, hat sie sich der vertieften Entfaltung einiger der in God Christ Church aufgegriffenen Themen gewidmet. Das Thema der Sünde wird in dem Buch The Fall to Violence (1994) in einer sehr eigenen Weise entwickelt. Hier steht die allgegenwärtige Gewalterfahrung im Vordergrund, die in die basale Definition von Sünde eingeht: „die unnötige gewalttätige Beeinträchtigung des Wohlergehens anderer“. Bemerkenswert ist hier, dass nicht Gott, sondern die menschlichen und nicht-menschlichen Mitgeschöpfe im Fokus dieser unnötigen Gewaltsamkeit stehen. Erst in zweiter Linie ist dann auch das Verhältnis zu Gott betroffen. Ihr gelingt dadurch eine tiefgreifende Analyse persönlicher und struktureller (sozialer) Sünde, die auf zeitgemäße Weise dieses oftmals sperrige Thema präsentiert und am Ende auch in eine eigene Konzeption von Vergebung und Versöhnung einmündet.
Zwei kleinere Bücher widmen sich dem Gebet (In God's Presence, 1996) und der Predigt (The Whispered Word, 1999) aus prozesstheologischer Perspektive. Hierher gehört auch ihr Buch über „21 Psalmen für das 21. Jahrhundert“ (21 Psalms for the 21st Century, 2023), in dem sie Grundzüge einer Prozessmeditation entwickelt.
In dem Kapitel über die „Universalität“ (Katholizität) der Kirche hatte Suchocki in God Christ Church über das Verhältnis des Christentums zu anderen Religionen nachgedacht. Diese Thematik vertieft sie in dem Buch Divinity and Diversity. A Christian Affirmation of Religious Pluralism (2003). Es ist ein wichtiger Beitrag zu dem Themenfeld der Religionstheologie bzw. der Komparativen Theologie, in dem sie sich auch mit den Thesen ihres Lehrers John B. Cobb, Jr. konstruktiv auseinandersetzt. Die Leitfrage besteht darin, wie sich das Christentum offen und lernbereit gegenüber anderen Religionen einstellen kann, ohne diese bereits christlich zu vereinnahmen, anders gesagt: ob und wie sich das Christentum offen und wertschätzend im religiösen Pluralismus positionieren lässt.
Ihre Tätigkeit als Direktorin eines Filmfestivals schlägt sich schließlich nieder in dem Buch Through a Lens darkly. Tracing Redemption in Film (2015). Der Titel ist eine Anspielung auf ein Zitat des Apostels Paulus: „Wir sehen jetzt durch einen Spiegel in einem dunklen Bild“ (1 Korintherbrief 13,12; „through a glass, darkly“, King James Bibel). „Spuren der Erlösung“ werden in den verschiedensten Filmen (u. a. von Clint Eastwood, Woody Allen, Spike Lee, den Gebrüdern Coen und Ang Lee) gesucht und gefunden.
Bei Marjorie Suchocki gewinnt die Prozesstheologie eine ganz eigene thematische Weite und Gegenwartsrelevanz. Es ist bedauerlich, dass keines ihrer Werke bislang ins Deutsche übertragen wurde.

## Bücher
- God Christ Church: A Practical Guide to Process Theology. Crossroad, 1982 (227 p.), ISBN 0-8245-0464-X, revised ed. 1989 (263 p.): ISBN 0-8245-0970-6
- The End of Evil: Process Eschatology in Historical Context. State University of New York Press, 1988, ISBN 0-88706-724-7
- The Fall to Violence: Original Sin in Relational Theology. Continuum International, 1995, ISBN 0-8264-0860-5
- Trinity in Process: A Relational Theology of God. Zusammen mit Joseph A. Bracken, Continuum International, 1996, ISBN 0-8264-0878-8
- In God's Presence: Theological Reflections on Prayer. Chalice Press, 1996, ISBN 0-8272-1615-7
- The Whispered Word: A Theology of Preaching. Chalice Press, 1999, ISBN 0-8272-4239-5
- Divinity and Diversity: A Christian Affirmation of Religious Pluralism. Abingdon Press, 2003, ISBN 0-687-02194-4
- Through a Lens darkly. Tracing Redemption in Film. Cascade Books, 2015, ISBN 978-1-4982-0313-5
- 21 Psalms for the 21st Century. Process Meditations. Process Century Press, 2023, ISBN 978-1-940447-61-2

## Aufsätze (Auswahl)
- The Metaphysical Ground of the Whiteheadian God, in: Process Studies 5, 4, Winter, 1975, 237–246
- The Question of Immortality, in: The Journal of Religion 57 (1977) 3, 288–306
- A Process Theology of Prayer, in: American Journal of Theology and Philosophy 2, 2 (May 1981) 33–45
- Weaving the World, in: Process Studies 14 (1985) 2, 76-86
- Deconstructing Deconstruction: Language, Process, and a Theology of Nature, in: American Journal of Theology & Philosophy 11, 2 (1990) 133-142
- The Trouble with Sin. Original Sin Revisited, in: Sewanee Theological Review 35/1 (1991) 71–80
- Radical Empiricism: Radical Enough?, in: American Journal of Theology and Philosophy, September 1992, 171–181
- Neville’s Theology. A Feminist and Process Dialogue, in: J Harley Chapman / Nancy Frankenberry (ed.): Interpreting Neville. Albany 1999, 205–222
- Skillful in Means: The Buddha and the Whiteheadian God, in: Journal of Chinese Philosophy, 28, 4 (2001) 415-428
- A Plain Account of ‚A Plain Account of Christian Perfection’. Theologically Considered, in: John Wesley / Steven W Manskar / Marjorie Suchocki / Diana L Hynson: A Perfect Love. Understanding John Wesley’s „A plain account of Christian perfection“. A modern-language version and notes. Nashville 2004, 101–144
- System without Certainty, in: Christine Helmer (ed): Schleiermacher and Whitehead. Open Systems in Dialogue, Berlin 2004, 119–132
- Sünde: Rebellion gegen die Schöpfung, in: Sigrid Brandt / Marjorie Hewitt Suchocki / Michael Welker (Hg): Sünde. Ein unverständlich gewordenes Thema. 2. Auflage. Neukirchen-Vluyn 2005, 35–55
- Christliche Vollkommenheit. Eine methodistisch-prozesstheologische Perspektive der Ekklesiologie, in: Kirchliches Leben in methodistischer Tradition. Göttingen 2010, 129-146
- Creativity, Imagination, and the Arts, in: John B. Cobb, Jr. / Andrew Schwartz (ed): Putting Philosophy to Work. Towards an ecological Civilization. 2018, 253–272